# Eldridge Corner (Arkansas)
Eldridge Corner es un área no incorporada ubicada en el condado de Arkansas en el estado estadounidense de Arkansas.

## Geografía
Eldridge Corner se encuentra ubicada en las coordenadas 34°17′50″N 91°28′25″O / 34.29722, -91.47361.